# Théo Pourchaire
Théo Jérôme Julien Pourchaire (pronunciación en francés: /te.o puʁ.ʃɛʁ/;Grasse, Francia; 20 de agosto de 2003), más conocido como Théo Pourchaire, es un piloto de automovilismo francés. Desde 2019 hasta 2024 fue miembro de la Academia Sauber, siendo estos dos últimos el piloto reserva del equipo en Fórmula 1. Fue campeón de la clase Júnior del Campeonato Francés de F4 en 2018 y de ADAC Fórmula 4 en 2019. En 2020 fue subcampeón del Campeonato de Fórmula 3 de la FIA como debutante e hizo su debut en el Campeonato de Fórmula 2 de la FIA, resultando campeón en 2023, y subcampeón en 2022. En 2024 fue piloto del equipo Arrow McLaren durante seis pruebas en IndyCar Series.
Hizo su debut en Fórmula 1 con Alfa Romeo en los entrenamientos libres del Gran Premio de los Estados Unidos de 2022, repitió en México y Abu Dabi en 2023.

## Carrera

### Inicios
Pourchaire comenzó su carrera automovilística en el karting en 2012. Compitió a nivel nacional e internacional hasta 2017, ganando cuatro títulos nacionales entre 2013 y 2016.

### Fórmula 4
En 2018 pasó a carreras de monoplazas, compitiendo en el Campeonato Francés de F4. A pesar de no ser apto para el campeonato principal debido a su edad, logró la victoria en la segunda carrera de la ronda de Spa-Francorchamps, y reclamó dieciséis victorias para coronarse campeón del Campeonato Júnior.
Al año siguiente, Théo ingresó a ADAC Fórmula 4 junto a US Racing-CHRS. Logró cuatro victorias en doce podios y seis poles para poder coronarse campeón con un total de 258 puntos, delante de Dennis Hauger y Arthur Leclerc.

### Campeonato de Fórmula 3 de la FIA
En octubre de 2019, el francés formó parte de los entrenamientos postemporada del Campeonato de Fórmula 3 de la FIA en el circuito Ricardo Tormo con los equipos Carlin y ART Grand Prix. Dos meses después, firmó contrato con ART para disputar la temporada 2020. Ganó dos de las primeras cinco carreras, siendo el piloto más joven en lograrlo hasta la fecha, y logró otros seis podios. En la última carrera en Mugello tuvo opciones de llevarse el título en su año de debut pero terminó subcampeón, detrás del actual piloto de F1 Oscar Piastri.

### Campeonato de Fórmula 2 de la FIA

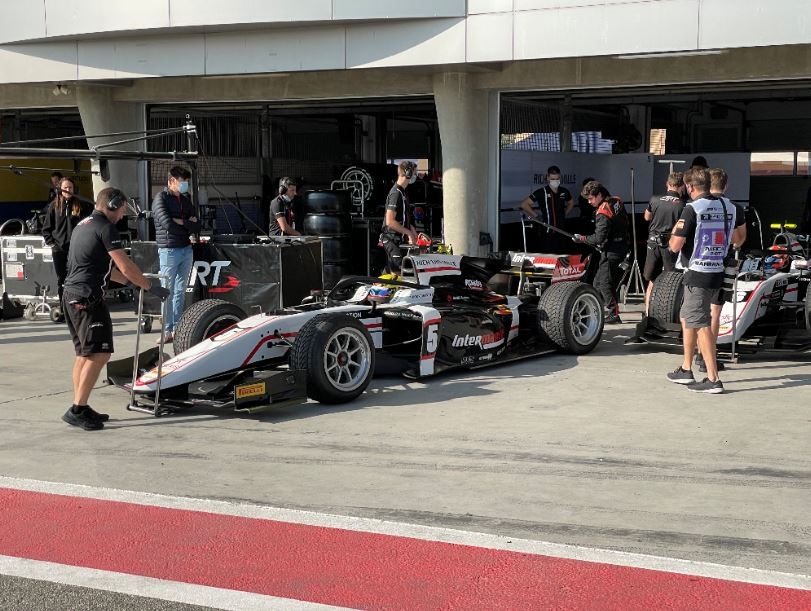
Théo manejando para ART Grand Prix en la postemporada del Campeonato de Fórmula 2 de la FIA 2020.

En octubre de 2020, Pourchaire se unió a BWT HWA RACELAB para hacer su debut en el Campeonato de Fórmula 2 de la FIA en las dos últimas rondas del año, disputadas en el Circuito internacional de Baréin No sumó puntos en ninguna de las carreras, pero dejó buenas sensaciones que hicieron que Art le fichara para la temporada 2021
En 2021, firmó contrato con ART Grand Prix para disputar su segunda temporada a tiempo completo. En la ronda de Montecarlo se convirtió en el piloto más joven en hacer una pole y ganar una carrera de F2, superando al actual piloto de Fórmula 1 Lando Norris. Otro evento a destacar de su temporada 2021 fue el grave incidente que sufrió en Arabia Saudí con Enzo Fittipaldi tras haberse quedado parado en la parrilla por suerte ambos salieron ilesos de ese incidente  Ese año acabó el año 5 en la clasificación final con 2 victorias y 3 podios.
En 2022 repitió temporada con Art logrando el subcampeonato con 3 victorias y 7 podios lo que hizo que Alfa Romeo equipo de su academia le hiciese piloto de pruebas para 2023

### Fórmula 1
Desde el año 2019 es miembro de la Academia Sauber (anteriormente Equipo Júnior de Sauber). En 2021 tuvo su primera experiencia en un monoplaza de Fórmula 1, manejando el Alfa Romeo C38 de 2019 en unas pruebas privadas en Hungaroring.
El 13 de octubre de 2022 fue confirmada su participación en la primera sesión de entrenamientos libres del Gran Premio de los Estados Unidos al mando del Alfa Romeo C42, y fue anunciado como piloto reserva del equipo ítalo-suizo para 2023.

### Campeonato de Super Fórmula Japonesa
En 2022, Kondō Racing contó con Pourchaire para realizar pruebas de Super Fórmula Japonesa en el circuito de Suzuka. Al año siguiente, Toyota confirmó al francés como piloto titular del equipo Itochu Enex Team Impul para disputar la temporada 2024. Previo a su fichaje había realizado pruebas postemporada 2023 con el mismo equipo. En la primera ronda del año, en Suzuka, terminó 18.º.

### IndyCar Series
En abril de 2024, el equipo Arrow McLaren anunció que contaría con Pourchaire mientras el piloto titular David Malukas se recuperaba de una lesión. Hizo su debut en el Gran Premio de Long Beach de IndyCar Series, clasificó en la vigesimosegunda posición, en la carrera finalizó undécimo como mejor rookie clasificado, siendo el piloto que más adelantamientos logró, ganando 11 posiciones y llevándose el trofeo «Biggest Mover». Finalmente, el 9 de mayo, después de que Malukas rescindiera su contrato con McLaren, estaba prevista la incorporación del francés a tiempo completo en la categoría, a excepción de las 500 Millas de Indianápolis. Sin embargo tras dos carreras, se anunció al joven piloto Nolan Siegel como su reemplazante para el Gran Premio de Monterey.
En su paso por la IndyCar, logró como mejor resultado un décimo puesto en el Gran Premio de Detroit. Tras la carrera, Pourchaire denunció hostigamiento y amenazas de muerte a través de las redes sociales luego de que protagonizara una colisión con Agustín Canapino en las últimas vueltas. La categoría, McLaren y Juncos Hollinger Racing (equipo de Canapino) apoyaron al francés.

### Resistencia
En 2024, Pourchaire probó por primera vez un prototipo Hypercar durante la prueba para rookies del Campeonato Mundial de Resistencia en el circuito Internacional de Baréin. Corrió para el equipo Peugeot Sport. Posteriormente, fue anunciado como piloto de pruebas y reserva de Peugeot TotalEnergies para 2025.
A su vez, en 2025 competirá en la European Le Mans Series con el equipo Algarve Pro Racing en la categoría LMP2 con un Oreca 07, y estará previsto que participe en las 24 Horas de Le Mans en junio.

## Resumen de carrera
| Temporada | Categoría                            | Equipo                   | Carreras          | Victorias         | Poles             | VR                | Podios            | Puntos            | Pos.              |
| --------- | ------------------------------------ | ------------------------ | ----------------- | ----------------- | ----------------- | ----------------- | ----------------- | ----------------- | ----------------- |
| 2018      | Campeonato Francés de F4             | FFSA Academy             | 10                | 1                 | 0                 | 1                 | 4                 | 0                 | NC                |
| 2018      | Campeonato Francés de F4 - Júnior    | FFSA Academy             | 21                | 16                | 0                 | 1                 | 20                | 408.5             | 1.º               |
| 2019      | ADAC Fórmula 4                       | US Racing-CHRS           | 20                | 4                 | 6                 | 1                 | 12                | 258               | 1.º               |
| 2020      | Campeonato de Fórmula 3 de la FIA    | ART Grand Prix           | 18                | 2                 | 0                 | 2                 | 8                 | 161               | 2.º               |
| 2020      | Campeonato de Fórmula 2 de la FIA    | BWT HWA RACELAB          | 4                 | 0                 | 0                 | 0                 | 0                 | 0                 | 26.º              |
| 2021      | Campeonato de Fórmula 2 de la FIA    | ART Grand Prix           | 23                | 2                 | 1                 | 4                 | 3                 | 140               | 5.º               |
| 2022      | Campeonato de Fórmula 2 de la FIA    | ART Grand Prix           | 28                | 3                 | 0                 | 0                 | 7                 | 164               | 2.º               |
| 2022      | Fórmula 1                            | Alfa Romeo F1 Team ORLEN | Piloto de pruebas | Piloto de pruebas | Piloto de pruebas | Piloto de pruebas | Piloto de pruebas | Piloto de pruebas | Piloto de pruebas |
| 2023      | Campeonato de Fórmula 2 de la FIA    | ART Grand Prix           | 26                | 1                 | 2                 | 2                 | 10                | 203               | 1.º               |
| 2023      | Fórmula 1                            | Alfa Romeo F1 Team Stake | Piloto de pruebas | Piloto de pruebas | Piloto de pruebas | Piloto de pruebas | Piloto de pruebas | Piloto de pruebas | Piloto de pruebas |
| 2024      | Campeonato de Super Fórmula Japonesa | Itochu Enex Team Impul   | 1                 | 0                 | 0                 | 0                 | 0                 | 0                 | 25.º              |
| 2024      | IndyCar Series                       | Arrow McLaren            | 6                 | 0                 | 0                 | 0                 | 0                 | 91                | 28.º              |
| 2025      | European Le Mans Series - LMP2       | Algarve Pro Racing       | Disputándose      | Disputándose      | Disputándose      | Disputándose      | Disputándose      | Disputándose      | Disputándose      |
| 2025      | 24 Horas de Le Mans - LMP2           | Algarve Pro Racing       |                   |                   |                   |                   |                   |                   | 8.º               |
| Fuente:   |                                      |                          |                   |                   |                   |                   |                   |                   |                   |

## Resultados

### Campeonato de Fórmula 3 de la FIA
(Clave) (negrita indica pole position) (cursiva indica vuelta rápida puntuable)

| Año  | Escudería      | 1    | 1    | 2    | 2    | 3   | 3   | 4    | 4    | 5    | 5    | 6   | 6   | 7   | 7   | 8   | 8   | 9   | 9   | Pos. | Puntos | Ref.   |
| ---- | -------------- | ---- | ---- | ---- | ---- | --- | --- | ---- | ---- | ---- | ---- | --- | --- | --- | --- | --- | --- | --- | --- | ---- | ------ | ------ |
| 2020 | ART Grand Prix | SPI1 | SPI1 | SPI2 | SPI2 | BUD | BUD | SIL1 | SIL1 | SIL2 | SIL2 | BAR | BAR | SPA | SPA | MNZ | MNZ | MUG | MUG | 2.º  | 161    | [ 13 ] |
| 2020 | ART Grand Prix | 13   | 26   | 9    | 1    | 1   | 6   | 12   | 8    | 6    | 3    | 7   | 6   | 2   | 5   | 2   | 2   | 3   | 3   | 2.º  | 161    | [ 13 ] |

### Campeonato de Fórmula 2 de la FIA
(Clave) (negrita indica pole position) (cursiva indica vuelta rápida puntuable)

| Año  | Escudería       | 1    | 1    | 2    | 2    | 3   | 3   | 4    | 4    | 5    | 5    | 6   | 6   | 7   | 7   | 8   | 8   | 9   | 9   | 10  | 10  | 11   | 11   | 12   | 12   | Pos. | Puntos | Ref.   |
| ---- | --------------- | ---- | ---- | ---- | ---- | --- | --- | ---- | ---- | ---- | ---- | --- | --- | --- | --- | --- | --- | --- | --- | --- | --- | ---- | ---- | ---- | ---- | ---- | ------ | ------ |
| 2020 | BWT HWA RACELAB | SPI1 | SPI1 | SPI2 | SPI2 | BUD | BUD | SIL1 | SIL1 | SIL2 | SIL2 | BAR | BAR | SPA | SPA | MNZ | MNZ | MUG | MUG | SOC | SOC | SAK1 | SAK1 | SAK2 | SAK2 | 26.º | 0      | [ 15 ] |
| 2020 | BWT HWA RACELAB |      |      |      |      |     |     |      |      |      |      |     |     |     |     |     |     |     |     |     |     | 18   | Ret  | 18   | 21   | 26.º | 0      | [ 15 ] |

| Año  | Escudería      | 1   | 1   | 1   | 2   | 2   | 2   | 3   | 3   | 3   | 4   | 4   | 4   | 5   | 5   | 5   | 6   | 6   | 6   | 7   | 7   | 7   | 8   | 8   | 8   | Pos. | Puntos | Ref.   |
| ---- | -------------- | --- | --- | --- | --- | --- | --- | --- | --- | --- | --- | --- | --- | --- | --- | --- | --- | --- | --- | --- | --- | --- | --- | --- | --- | ---- | ------ | ------ |
| 2021 | ART Grand Prix | SAK | SAK | SAK | MON | MON | MON | BAK | BAK | BAK | SIL | SIL | SIL | MNZ | MNZ | MNZ | SOC | SOC | SOC | YED | YED | YED | YMC | YMC | YMC | 5.º  | 140    | [ 40 ] |
| 2021 | ART Grand Prix | Ret | 6   | 8   | 7   | 4   | 1   | 5   | 9   | Ret | 5   | 10  | 8   | 1   | 10  | 4   | 5   | C   | 2   | Ret | 6   | Ret | 7   | 9   | 4   | 5.º  | 140    | [ 40 ] |

| Año  | Escudería      | 1   | 1   | 2   | 2   | 3   | 3   | 4   | 4   | 5   | 5   | 6   | 6   | 7   | 7   | 8   | 8   | 9   | 9   | 10  | 10  | 11  | 11  | 12  | 12  | 13  | 13  | 14  | 14  | Pos. | Puntos | Ref.   |
| ---- | -------------- | --- | --- | --- | --- | --- | --- | --- | --- | --- | --- | --- | --- | --- | --- | --- | --- | --- | --- | --- | --- | --- | --- | --- | --- | --- | --- | --- | --- | ---- | ------ | ------ |
| 2022 | ART Grand Prix | SAK | SAK | YED | YED | IMO | IMO | BAR | BAR | MON | MON | BAK | BAK | SIL | SIL | SPI | SPI | LEC | LEC | BUD | BUD | SPA | SPA | ZAN | ZAN | MNZ | MNZ | YMC | YMC | 2.º  | 164    | [ 41 ] |
| 2022 | ART Grand Prix | Ret | 1   | 13  | Ret | 7   | 1   | 5   | 8   | 6   | 2   | 7   | 11  | 4   | 2   | 2   | 13  | 7   | 2   | 9   | 1   | 6   | Ret | 20  | 9   | 17  | Ret | 9   | 19† | 2.º  | 164    | [ 41 ] |
| 2023 | ART Grand Prix | SAK | SAK | YED | YED | MEL | MEL | BAK | BAK | MON | MON | BAR | BAR | SPI | SPI | SIL | SIL | BUD | BUD | SPA | SPA | ZAN | ZAN | MNZ | MNZ | YMC | YMC |     |     | 1.º  | 203    | [ 42 ] |
| 2023 | ART Grand Prix | 5   | 1   | Ret | 13  | 18† | 2   | 15† | 3   | 8   | 2   | 2   | 7   | 14  | 7   | 2   | 3   | 4   | 6   | 2   | 2   | 19  | Ret | 4   | 3   | 7   | 5   |     |     | 1.º  | 203    | [ 42 ] |

### Fórmula 1
(Clave) (negrita indica pole position) (cursiva indica vuelta rápida)

| Año     | Escudería                | 1   | 2   | 3   | 4   | 5   | 6   | 7   | 8   | 9   | 10  | 11  | 12  | 13  | 14  | 15  | 16  | 17  | 18  | 19     | 20  | 21  | 22     | Pos. | Puntos |
| ------- | ------------------------ | --- | --- | --- | --- | --- | --- | --- | --- | --- | --- | --- | --- | --- | --- | --- | --- | --- | --- | ------ | --- | --- | ------ | ---- | ------ |
| 2022    | Alfa Romeo F1 Team ORLEN | BHR | ARA | AUS | EMI | MIA | ESP | MON | AZE | CAN | GBR | AUT | FRA | HUN | BEL | NED | ITA | SIN | JPN | USA TD | MEX | SÃO | ABU    |      |        |
| 2023    | Alfa Romeo F1 Team Stake | BHR | ARA | AUS | AZE | MIA | MON | ESP | CAN | AUT | GBR | HUN | BEL | NED | ITA | SIN | JPN | QAT | USA | MEX TD | SÃO | LVG | ABU TD |      |        |
| Fuente: |                          |     |     |     |     |     |     |     |     |     |     |     |     |     |     |     |     |     |     |        |     |     |        |      |        |

### Campeonato de Super Fórmula Japonesa
(Clave) (negrita indica pole position) (cursiva indica vuelta rápida)

| Año     | Escudería              | 1      | 2   | 3   | 4   | 5   | 6   | 7   | 8   | 9   | Pos. | Puntos |
| ------- | ---------------------- | ------ | --- | --- | --- | --- | --- | --- | --- | --- | ---- | ------ |
| 2024    | Itochu Enex Team Impul | SUZ 18 | AUT | SUG | FUJ | MOT | FUJ | FUJ | SUZ | SUZ | 25.º | 0      |
| Fuente: |                        |        |     |     |     |     |     |     |     |     |      |        |

### IndyCar Series
(Clave) (negrita indica pole position) (cursiva indica vuelta rápida)

| Año     | Escudería     | Motor     | 1   | 2   | 3      | 4      | 5      | 6    | 7      | 8      | 9   | 10  | 11  | 12  | 13     | 14  | 15  | 16  | 17  | 18  | Pos. | Puntos |
| ------- | ------------- | --------- | --- | --- | ------ | ------ | ------ | ---- | ------ | ------ | --- | --- | --- | --- | ------ | --- | --- | --- | --- | --- | ---- | ------ |
| 2024    | Arrow McLaren | Chevrolet | STP | THE | LBH 11 | ALA 23 | IGP 17 | INDY | DET 10 | ROA 13 | LAG | MDO | IOW | IOW | TOR 14 | GAT | POR | MIL | MIL | NSH | 28.º | 91     |
| Fuente: |               |           |     |     |        |        |        |      |        |        |     |     |     |     |        |     |     |     |     |     |      |        |

### 24 Horas de Le Mans
| Año     | Equipo             | Copilotos                     | Automóvil       | Clase | Vueltas | Pos. | Pos. Clase |
| ------- | ------------------ | ----------------------------- | --------------- | ----- | ------- | ---- | ---------- |
| 2025    | Algarve Pro Racing | Lorenzo Fluxá Matthias Kaiser | Oreca 07-Gibson | LMP2  | 364     | 25.º | 8.º        |
| Fuente: |                    |                               |                 |       |         |      |            |